# Гербовий рід
Гербовий рід (пол.Herbowni, klejnotni, współherbowni) – особи і сім'ї, які вживають спільний герб, або його різновид.
Термін функціонує в основному тільки у польській геральдиці та на землях колишньої Речі Посполитої.
Тільки тут вживано невідоме для решти Європи поняття гербового роду, тобто
явище використання одного герба, в незміненому вигляді багатьма, іноді сотнями сімей, які є гілками одного шляхетського роду, а іноді, навпаки, чужі, що пов'язані між собоютільки юридично через прийняття герба.
У західній Європі право на герб мали члени тільки однієї, конкретної сім'ї. Іноді (в Англії і Шотландії) - лише одна конкретна людина, тому інші члени сім'ї повинні були вносити до герба зміни, що мало відрізняти окремих власників. Звідси у багатьох країнах функціонувало іноді кілька тисяч гербів, разом з їх різновидами. Гербові імена не існують за межами Польщі, класичний герб визначається прізвищем сім'ї або особи, яким належить, або описом (блазонування). У Польщі ж герби називаються назвами родів, які вживали першими, об'єктів, що зображені в гербі, легендами про  походження.
Найбільший відсоток феодалів у Європі був у Польщі, але він користувався невеликим числом гербів (спочатку не більше 160), кожен з яких мав власну назву, іноді спільну з гаслом. Сім'ї, що використовували спільний герб утворювали так званий гербовий рід, який наразі іноді порівнюють з кланом. Спільність герба була, ймовірно, у багатьох випадках від спільного походження племінних часів і раннього середньовіччя.
У деяких випадках вона могла свідчити про спільне територіальне походження. Спільнота гербового роду була виявом родової солідарності. Солідарність ця включала також сім'ї, з якими не могло бути навіть легендарного споріднення. Так наприклад, було прийнято до гербових родин нобілітовані роди литовської і руської знаті.
Поняття гербового роду буває іноді не дуже строго перекладено на французьку або німецьку геральдичну мову. Там, як правило, використовують для належні їм різновиди спадкового герба бідних, без назви родичів великих родів. Польські гербові роди використовували, по суті, незмінний герб, і, теоретично, всі члени роду були рівні станом. Також в традиції англійської виникає поняття "armiger", які, втім, відповідає польському воїнству і не є шляхетним титулом у строгому польському сенсі. Армігер в цьому випадку, швидше, має герб, на якому зображено щит пана, носить костюм, прикрашений гербом свого господаря, ніж людина, яка є власником герба.

## Дивись також
- Список польських шляхетських гербів